# Beata Stępień
Beata Ewa Stępień – polska ekonomistka, profesor nauk społecznych.

## Życiorys
W 1996 ukończyła studia międzynarodowych stosunków gospodarczych i politycznych na Akademii Ekonomicznej w Poznaniu, w 1999 obroniła pracę doktorską pt. Zwrot strategiczny i operacyjny w przedsiębiorstwach postsocjalistycznych, której promotorem był prof. Marian Gorynia, w 2010 habilitowała się na podstawie pracy zatytułowanej Instytucjonalne uwarunkowania działalności przedsiębiorstw międzynarodowych. W 2020 uzyskała tytuł profesora nauk społecznych. Pracuje na Uniwersytecie Ekonomicznym w Poznaniu, oraz należy do Rady Awansów Naukowych, Rady Dyscypliny – Nauk o Zarządzaniu i Jakości UEP.
Była zatrudniona w Wyższej Szkole Bankowej w Poznaniu.